# Bangalore
Bangalore (ಬೆಂಗಳೂರು in het Kannada; sinds 1 november 2014 officieel: Bengaluru) is de hoofdstad van de Indiase staat Karnataka. Bangalore heeft 14.700.000 inwoners (schatting 2025). Bangalore is tevens de bestuurszetel van het district Bangalore Urban. De stad heeft een grote aantrekkingskracht op de bevolking van de aangrenzende deelstaten Kerala en Tamil Nadu.

## Geschiedenis
De stad werd in de 14e eeuw gesticht als Bendakalooru, wat "Stad van de gekookte bonen" zou betekenen. De naam Bangalore ontstond in de Britse tijd.

Dharmaraya Swamy Tempel

In 1830 werd Bangalore de hoofdstad van het Koninkrijk Mysore, dat toen al een vorstenland binnen Brits-Indië was geworden. De deelstaat Mysore van het onafhankelijke India, met Bangalore als hoofdstad, werd in 1956 aanzienlijk vergroot om alle Kannadasprekenden in één staat te verenigen. Die staat heet sinds 1973 Karnataka, en Bangalore zelf veranderde op 1 november 2006 haar naam in Bengalooru.

## Economie
Voor de onafhankelijkheid was Bangalore een belangrijke industriestad; meer recent is het een belangrijk centrum van de informatietechnologie in India geworden. Voor Bangalore het centrum van de Indiase IT-wereld werd, was het bekend als de stad van de tuinen zoals Lal Bagh.

## Vervoer
Sinds 1991 was er grote belangstelling voor een nieuw internationaal vliegveld. Na lang onderhandelen begon de bouw ervan in juli 2005. Het nieuwe vliegveld is uiteindelijk - na lange vertragingen - op 24 mei 2008 opengegaan onder de naam Bengaluru International Airport. Sinds 20 oktober 2011 kent Bangalore ook een metro.

## Bekende inwoners van Bangalore/Bengaluru

### Geboren
- Agha Shahi (1920-2006), Pakistaans ambtenaar, diplomaat en politicus
- Lindsay Anderson (1923-1994), Brits filmregisseur
- Shakuntala Devi (1929-2013), schrijfster en rekenwonder
- Chinadorai Deshmutu (1932), hockeykeeper
- Sanjay Khan (1941), acteur, producent, regisseur en scenarioschrijver
- Isla Blair (1944), Brits actrice
- Rajinikanth (1950), acteur
- Vijay Mallya (1955), zakenman
- Meena Seshu (1962), activist
- Prakash Raj (1965), acteur, filmproducent, filmregisseur en politicus
- Rahul Bose (1967), acteur en filmregisseur
- Yukta Mookhey (1977), Miss World 1999
- Rohan Bopanna (1980), tennisser
- Kubbra Sait (1983), actrice, presentatrice en model
- Arjun Maini (1997), autocoureur

### Woonachtig (geweest)
- Vishnuvardhan (1949-2009), acteur
- Deepika Padukone (1986), actrice en model
- Yash (1986), acteur